# Kemiri Barat
Kemiri Barat is een bestuurslaag in het regentschap Batang van de provincie Midden-Java, Indonesië. Kemiri Barat telt 3064 inwoners (volkstelling 2010).